# Кулик Зіновій Володимирович
Зіно́вій Володи́мирович Кули́к (*3 лютого 1947, Львів — †14 травня 2004, Київ) — український тележурналіст, телевізійний менеджер, державний службовець.

## Освіта
Народився в родині львівського палітурника, реставратора книг Володимира Михайловича Кулика.
Навчався у львівській середній школі № 37. Після закінчення деякий час працював у конструкторському бюро «Термоприлад».
1965–1967 рр. — навчання на механіко-машинобудівному факультеті в Львівському політехнічному інституті, яке кинув.
У 1973 р. закінчив факультет журналістики Львівського університету імені Івана Франка. Одним із своїх учителів у журналістиці вважав журналіста Романа Бартоша. Так само тепло Кулик відгукувався про тодішнього декана львівського факультету журналістики Михайла Нечиталюка, професорів Володимира Здоровегу, Олександру Сербенську та ін.
У 1989 р. закінчив аспірантуру в Академії суспільних наук СРСР в Москві. Захистив там кандидатську дисертацію на тему «Телебачення в системі зовнішньополітичної пропаганди: 80-ті роки XX століття» (1989). Кандидат історичних наук.

## Політична діяльність

### Комсомольсько-компартійна кар'єра
- З 1973 року — завідувач сектору інформації Львівського обкому Ленінської комуністичної спілки молоді України (ЛКСМУ). Тодішній перший секретар обкому комсомолу, Всеволод Окпиш (донедавна посол Російської Федерації у Лаосі), запропонував створити на базі ОК ЛКСМУ інформаційно-методичний центр, і запросив З.Кулика його очолити.
- З 1975 року — завідувач сектору, відповідальний організатор Центрального комітету ЛКСМУ в Києві.
- У 1976 році — вступив до Комуністичної партії Радянського Союзу (КПРС)
- З 1980 року — секретар парткому Державного комітету телебачення і радіомовлення Української радянської соціалістичної республіки (УРСР)
- У 1990 році — вийшов з лав КПРС

Колись в інтерв'ю Зіновій Кулик розповідав:
«Я, на відміну від багатьох знакових фігур, навіть керівників національно-демократичних рухів і організацій, вийшов із партії не після ГКЧП, а після аспірантури — за рік до ГКЧП. Причому достатньо демонстративно, але це вже така справа... Керівництво Компартії України було абсолютно непридатним до горбачовських змін і реформ». 

### Членство в НДП
Наприкінці 90-х років вступив до лав Народно-демократичної партії (НДП). Як член НДП, 2000 року балотувався у народні депутати до Верховної Ради України по Галицькому округу, але програв Тарасу Чорноволу — сину відомого політика В'ячеслава Чорновола.

## Журналістська діяльність
Працював помічником режисера, режисером і редактором на Львівській державній студії телебачення.
З 1989 р. — політичний оглядач на Державному українському телебаченні.
Був членом Національної спілки журналістів України.

#### Творчі досягнення
Автор сценаріїв документально-публіцистичних фільмів, понад 100 телепередач.
Піком слави О.Кулика, як політичного оглядача стало рекордне за тривалістю (1 година 45 хв.) телевізійне інтерв'ю із першим і єдиним Президентом СРСР Михайлом Горбачовим напередодні розпаду СРСР у грудні 1991 року. Інтерв’ю записувалося на дачі Горбачова через кілька днів після всеукраїнського референдуму, на якому 92% громадян СРСР, що проживали в УРСР, проголосували за Україну, як незалежну державу, і якраз в той самий день, коли Борис Єльцин, Леонід Кравчук і Станіслав Шушкевич ліквідували СРСР.
«З подібних кроків, таких, як проголошення незалежності, починається ворожнеча між народами. Що ви будете завтра робити в Україні з 11 мільйонами росіян? А з представниками інших народів? Згадайте Нагорний Карабах, Тбілісі! Чи готовий народ України до кровопролитних конфліктів?» Кулик перебиває Президента СРСР: «Михайле Сергійовичу, але ж у нас немає міжнаціональних конфліктів…» Спантеличений тим, що його перебили, Горбачов розгублено перепитує: «Немає? Ну, тоді будуть… Обов’язково, я думаю, будуть». [Архівовано 5 листопада 2013 у Wayback Machine.]
Влітку 1994 р. напередодні виборів Президента України організував і провів на УТ-1 телепрограму формату ток-шоу, яку можна вважати ще однією вершиною в його творчій біографії – «Сто хвилин із пресою». Після участі в цій програмі чинного на той час Президента України Леоніда Кравчука більшість аналітиків відзначили зростання його рейтингу. Проте президентській команді не вдалося цим скористатися для переобрання Кравчука на 2-гий термін.

### Медіа-бізнесмен
1993 року на українському телебаченні з'явився перший проект Кулика-бізнесмена - телевізійний канал УТ-3, який сам Кулик охарактеризував як «приватно-державну структуру». Сам Кулик у липні 1997-го говорив:
«Ми взяли кредити, отримали два приміщення – комірчини розміром 32 м² і 14 м². І ми довели, що можна робити доволі якісний продукт власними силами. Потім ми кредити повернули і проект вважали вичерпаним. Я переконаний, що зміг би створити потужний інформаційний концерн, який мав би власне ТБ, радіо, газети, часописи. Реально лише такий концерн і може мати силу – справжню».[недоступне посилання з червня 2019]
1999 року започаткував проект всеукраїнського україномовного щотижневого суспільно-політичного журналу «Політика і культура» (ПіК). Головним редактором «ПіК» був відомий львівський журналіст і публіцист Олександр Кривенко. Команду журналістів було підібрано також переважно з західноукраїнських журналістів, як втілення ідеї галицького месіанізму.

## Державна служба
1992 рік — генеральний директор програм Українського телебачення.
1993 — віце-президент Укртелерадіокомпанії.
У січні 1995 року призначений головою Державного комітету телебачення і радіомовлення України, здійснював управління державними телерадіомовниками. У цей час фігурував в одному із перших в Україні скандалів, пов’язаних із цензурою — 31 грудня 1995 р. був причетний до заборони виходу в ефір на каналі УТ-1 телепрограми «Післямова» виробництва недержавної телекомпанії «Нова мова» Олександра Ткаченка.  
Серпень — листопад 1996 року — виконувач обов'язків президента Національної телекомпанії України
13 листопада 1996 — 17 листопада 1998 року: перший і єдиний міністр інформації України (після його відставки Міністерство інформації було ліквідовано).
1999–2000 — заступник секретаря Ради національної безпеки і оборони України
З 8 липня 2003 р. до моменту смерті — помічник Прем'єр-міністра України Віктора Януковича

### Міністр інформації

##### Лобіювання «1+1»
Під час перебування на посаді міністра інформації, З.Кулик був одним із ініціаторів і лобістів виходу на 1-му телеканалі (УТ-1) програм і дубльованих іноземних кінофільмів, виробництва приватної телерадіокомпанії «Студія «1+1» Олександра Роднянського, отримання нею ліцензії на мовлення із 1 січня 1997 р. на 2-му телеканалі (УТ-2), а також перекомутування двох державних телеканалів діапазону метрових хвиль, внаслідок чого 1+1 отримав більше покриття території України.

##### Закриття «Правди України»
1997 — напередодні виборів до Верховної Ради Міністерство інформації на чолі із З.Куликом закрило державну газету «Правда України». Причина: газета підтримувала політичну партію «Громада» опального екс-прем’єр-міністра Павла Лазаренка і перебувала під його впливом. За 2 роки, коли П.Лазаренка затримали і судили в США, З.Кулик заявив, що не соромиться і не відмовляється від свого тодішнього кроку, «оскільки не вважає за можливе дозволити видавати газету за гроші, «відмиті» в офшорній зоні Антигуа і Барбуда – фактично не «правду України», а «Антигуанську правду». [Архівовано 5 листопада 2013 у Wayback Machine.]

## Обставини смерті

Могила Зіновія Кулика

Помер на 58-му році життя, 14 травня 2004 року о 4 годині ранку в лікарні від обширного інфаркту. Серцевий напад стався напередодні увечері під час напруженої наради в Кабінеті міністрів України. Похований 15 травня 2004 року на Байковому кладовищі в Києві (ділянка № 52а). Панахида і прощання відбувалися в київському Будинку офіцерів.
Раптова смерть помічника прем'єра В. Януковича у 2004 р. стала предметом політичних спекуляцій проти кандидата у президенти В.Януковича у 2010 р. — напередодні президентських виборів. Народний депутат від «Народної самооборони» Юрія Луценка Володимир Ар'єв заявив, що «З.Кулика могли отруїти, він міг бути неугодним Януковичу» [Архівовано 9 лютого 2010 у Wayback Machine.].

## Відзнаки
- Почесне звання «Галицький лицар-99» (присуджене за видання журналу «ПіК»)